# Aart Dirk Viezee
Aart Dirk Viezee (Zwolle, 10 juni 1917 – Dordrecht, 6 juli 1985) was een Nederlands politicus van de ARP en later het CDA.
Hij was adjudant bij de rijkspolitie in De Bilt voor hij in juni 1964 benoemd werd tot burgemeester van de gemeenten Bleskensgraaf en Hofwegen en Streefkerk. In januari 1969 werd Viezee tevens burgemeester van Oud-Alblas. In 1982 bereikte hij de pensioengerechtigde leeftijd maar hij bleef aan als waarnemend burgemeester van deze drie gemeenten. In mei 1983 kwam Viezee landelijk in het nieuws toen bij een blaasproef bleek dat hij te veel alcohol had gebruikt en hij vervolgens een bloedproef weigerde in verband met medicijngebruik. Ruim twee jaar later overleed hij op 68-jarige leeftijd.
Op 9 en 10 januari 1962 gaf Viezee als adjudant van de Rijkspolitie in het gemeentehuis van Kamerik het overlijden aan van 87 slachtoffers van de treinramp bij Harmelen.